# 连环湖
连环湖是一个位于中国黑龙江省大庆市杜尔伯特县的微咸水湖，面积约为338.59平方千米。它坐落于松嫩沉降盆地的中心最洼处，是一个由构造断陷形成的典型沉降湖泊群。平均深度2.14米，最大深度4.6米，集水面积为580平方公里。

## 形成与特征
连环湖形成于第四纪冰川后期，受地形沉积和风蚀侵袭的影响，属于冲击型平原内陆浅水湖。
枯水期时，湖泊内部被高大的禾草及小型岛屿分隔，分化成敖包泡、阿木塔泡、北琴泡、德龙泡、龙虎泡、霍烧黑泡、那时代泡、二八股泡、铁哈拉泡、他拉红泡、西葫芦泡、羊草蒿泡、牙门气泡等18个独立的小型湖泊；而在丰水期，18个湖泊水域相通，形成一个大型湖泊。

## 气候与水文
连环湖流域属于北温带大陆性气候区，年平均气温为4℃，冰封期长达165天，年平均降水量为400毫米，其中70%的降水集中在6月至8月，3月至5月期间，天气干燥少雨，并伴有频繁的大风天气。
除大气降水补给外，连环湖还接纳来自乌裕尔河、双阳河和嫩江支流托力河的天然河流汇入。

## 经济价值
湖中盛产多种经济鱼类，如鳜鱼、鳙鱼和大银鱼等。